# Els cotxes esbojarrats
Els cotxes esbojarrats (títol original en anglès Wacky Races) és una sèrie de dibuixos animats produïda per Hanna-Barbera Productions i estrenada als Estats Units el 1968. Narra en clau d'humor les aventures d'una cursa de cotxes amb personatges pintorescos. Les curses van canviant d'escenaris, alguns d'ells típics de Nord-amèrica. Es va inspirar en la comèdia de Blake Edwards La gran cursa (The Great Race, 1965), i el seu èxit va permetre exportar-la a diversos països. S'ha doblat al català, adaptant els noms dels personatges originals.
La série original consta de 17 capítols emesos en una sola temporada, del 14 de setembre de 1968 fins al 4 de gener del 1969. Cada capítol té una durada de 20 minuts, dividits en dos segment de 10 minuts per permetre publicitat. Mostra els esforços i tàctiques de cada vehicle per guanyar la cursa, incidint en els trucs que inventa el dolent Dick Destraler per fer endarrerir els seus adversaris i guanyar el premi de la cursa, que progressa en diferents etapes. Han aparegut diverses seqüeles i videojocs inspirats en la sèrie.

## Cotxes i personatges participants
Els cotxes representaven diversos estereotips
- El primer era un vehicle de l'edat de pedra, amb dos germans peluts i primaris que avancen a cops de porra, els Germans Cagaferro (Slag Brothers a l'original, Rock i Gravel).
- El segon simulava una casa del terror, amb un monstre com a conductor, ratpenats volant amb ells i diversos accessoris que formaven l'Equip Esgarip (Gruesome Twosome a l'original).
- El Professor Pat Patent (Pat Pending a l'original) representava un científic boig, amb invents per accelerar el seu cotxe i transformar-lo en el que necessiti durant el trajecte
- L'aviador Max Roig (Red Max a l'original) comandava el cotxe-avió número 4, tot vermell (en referència al Baró Roig).
- La Penèlope Potingues (Penelope Pitstop a l'original) és l'única conductora femenina, una noia rossa preocupada pel seu aspecte físic, que usa els seus encants per distreure els rivals o aconseguir ajuda durant el camí.
- El cotxe 6 està conduït per membres de l'exèrcit, Sergent Blast i el soldat Meekly, que no dubten a usar la violència quan cal per avançar.
- La Màfia del Formiguer (Ant Hill Mob a l'original) és un equip de familiars mafiosos.
- Al 8 hi viatgen un noi senzill amant del camp i el seu os poruc (Lazy Luke i Blubber Bear a l'original).
- En Peter Perfecte (Peter Perfect a l'original) intenta conquerir la Penèlope i representa el corredor per excel·lència de la Fórmula 1.
- Al 10 un llenyataire i el seu castor (Rufus Ruffcut i Sawtooth a l'original) corren sobre un cotxe que rodola sobre serres.
- El darrer cotxe és el del Dick Destraler i el seu Gos Pataner (Dick Dastardly i Muttley respectivament a l'original), que sempre es mostra burleta davant els fracassos del seu amo o els altres participants i ajuda a impulsar el coet. El Gos Pataner és un dels personatges més rellevants i el seu riure va esdevenir una icona de la sèrie.

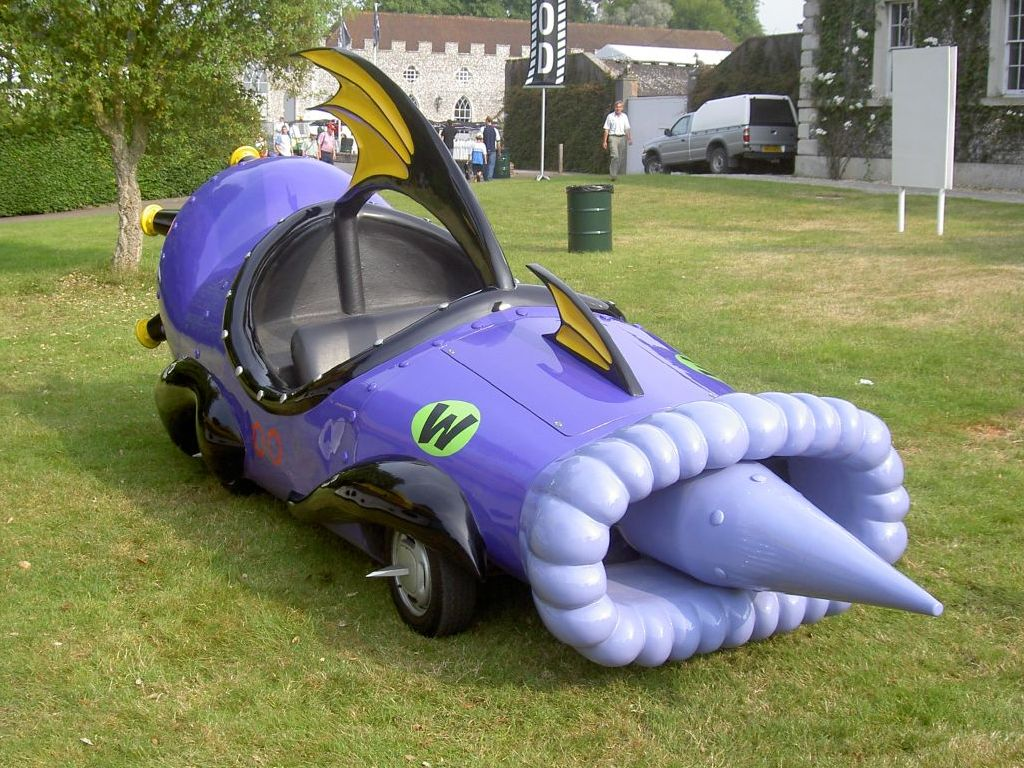
Cotxe 00, The Mean Machine, cotxe del Dick Destraler i el seu gos Pataner
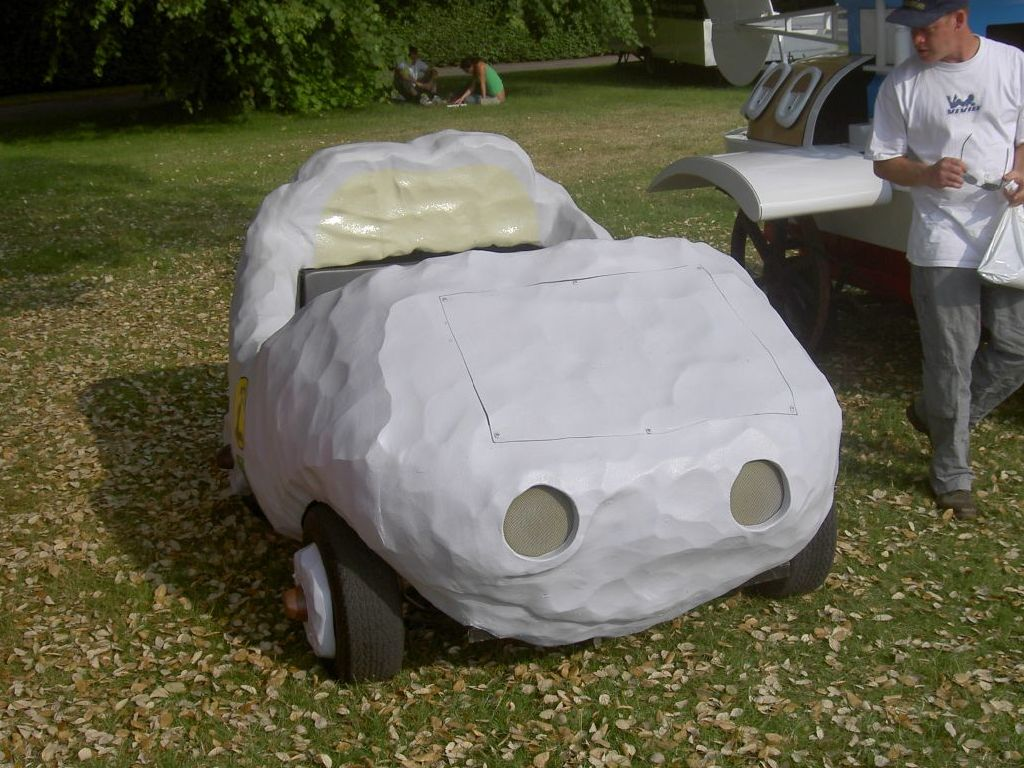
Cotxe 1 dels germans Cagaferro
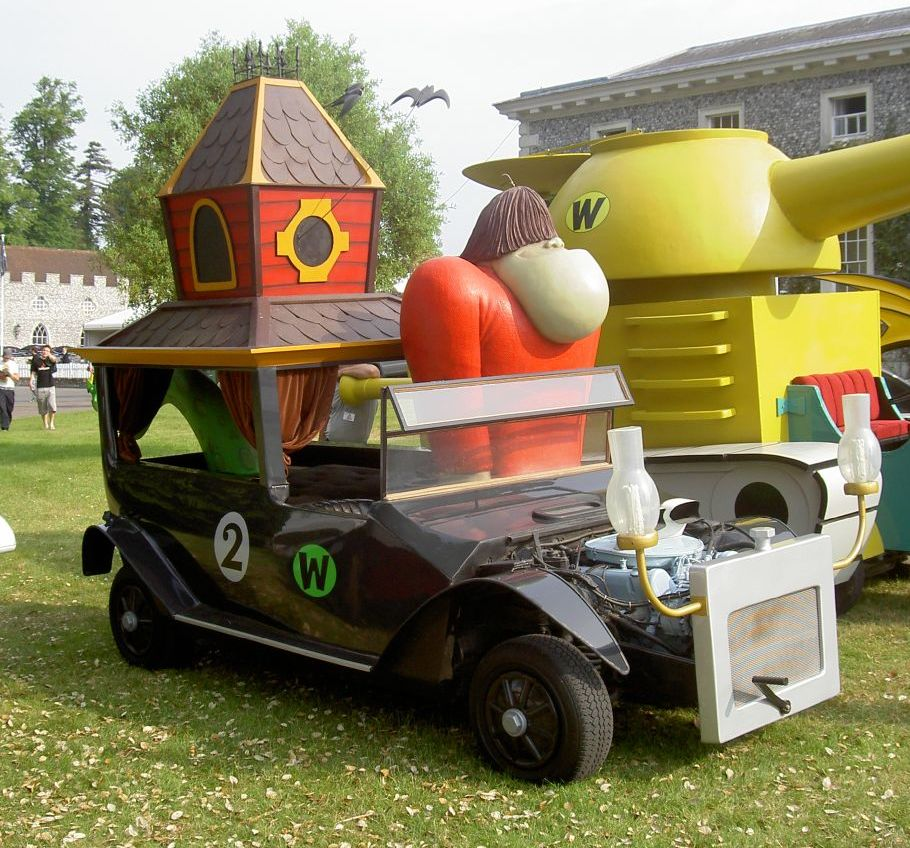
El Creepy Coup, amb l'Equip Esgarip a bord
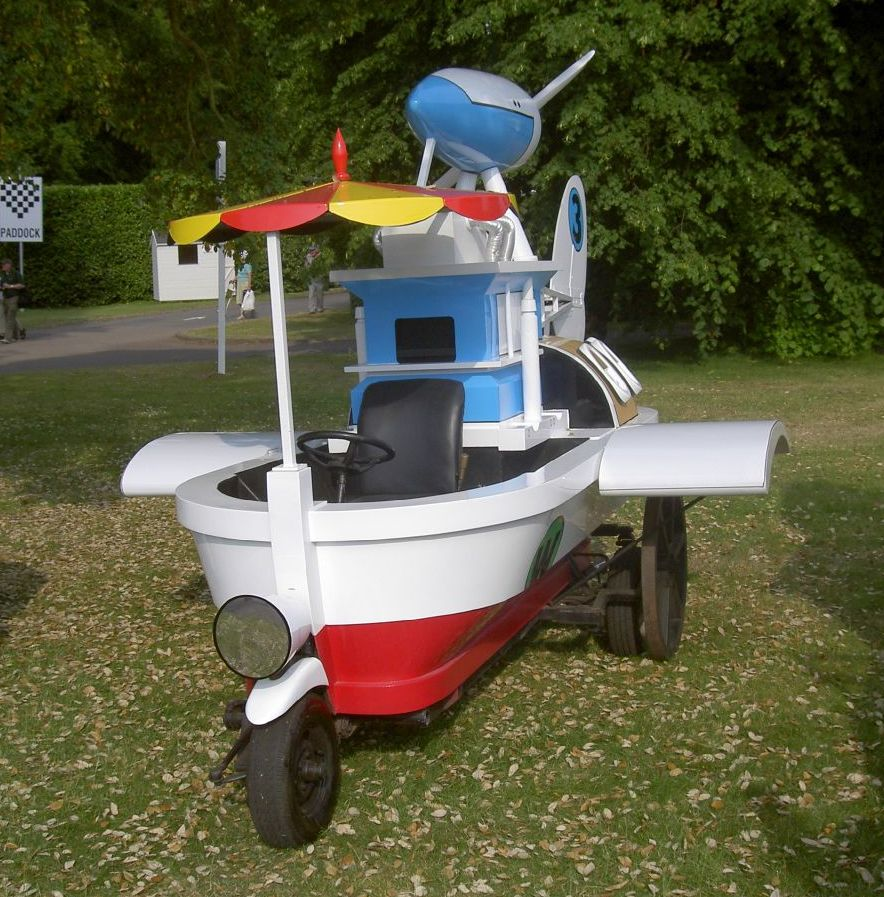
Convert-a-car, amb el Professor Pat Patent
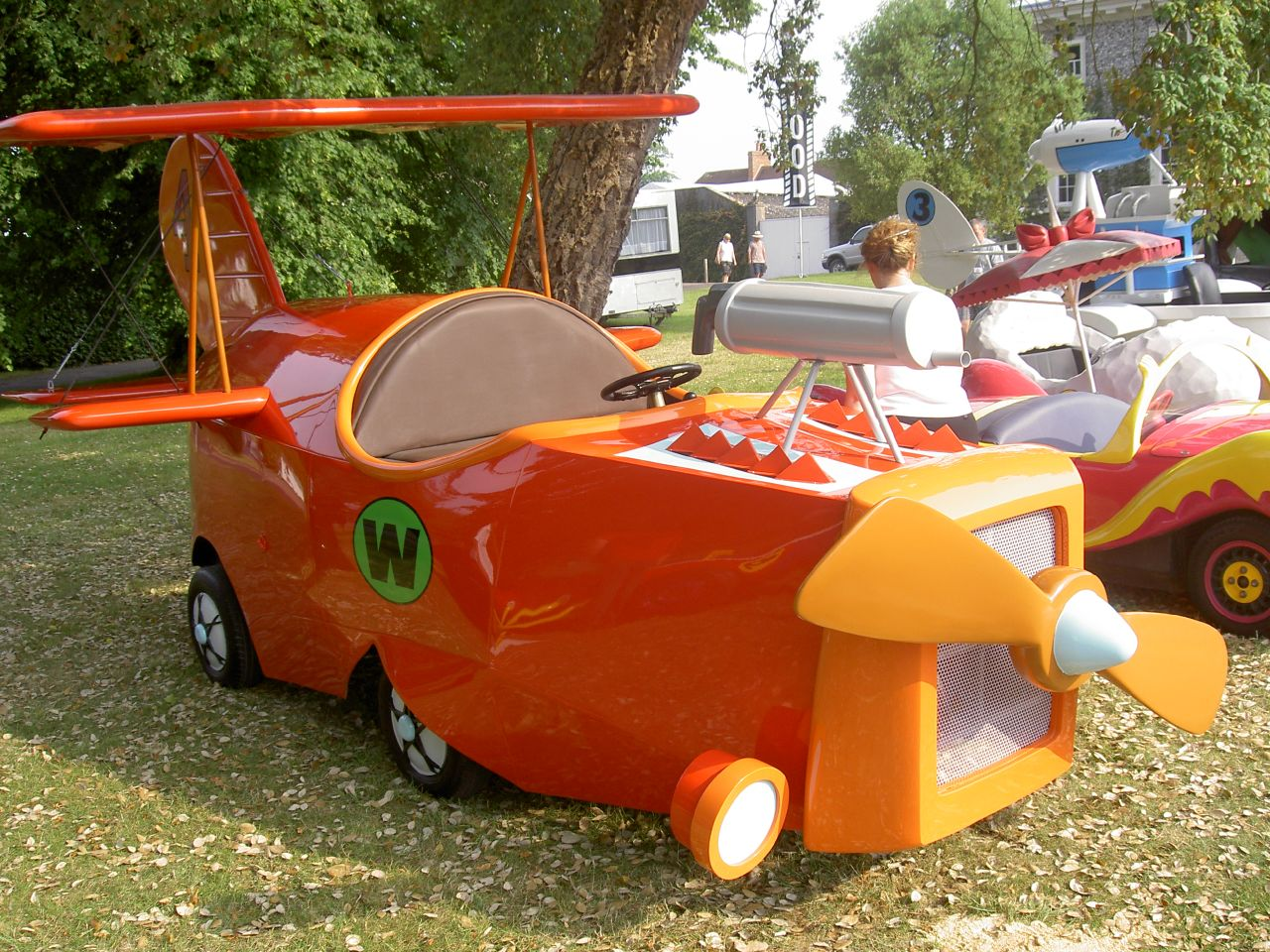
Cotxe-avió Crimson Haybailer conduït per Red Max
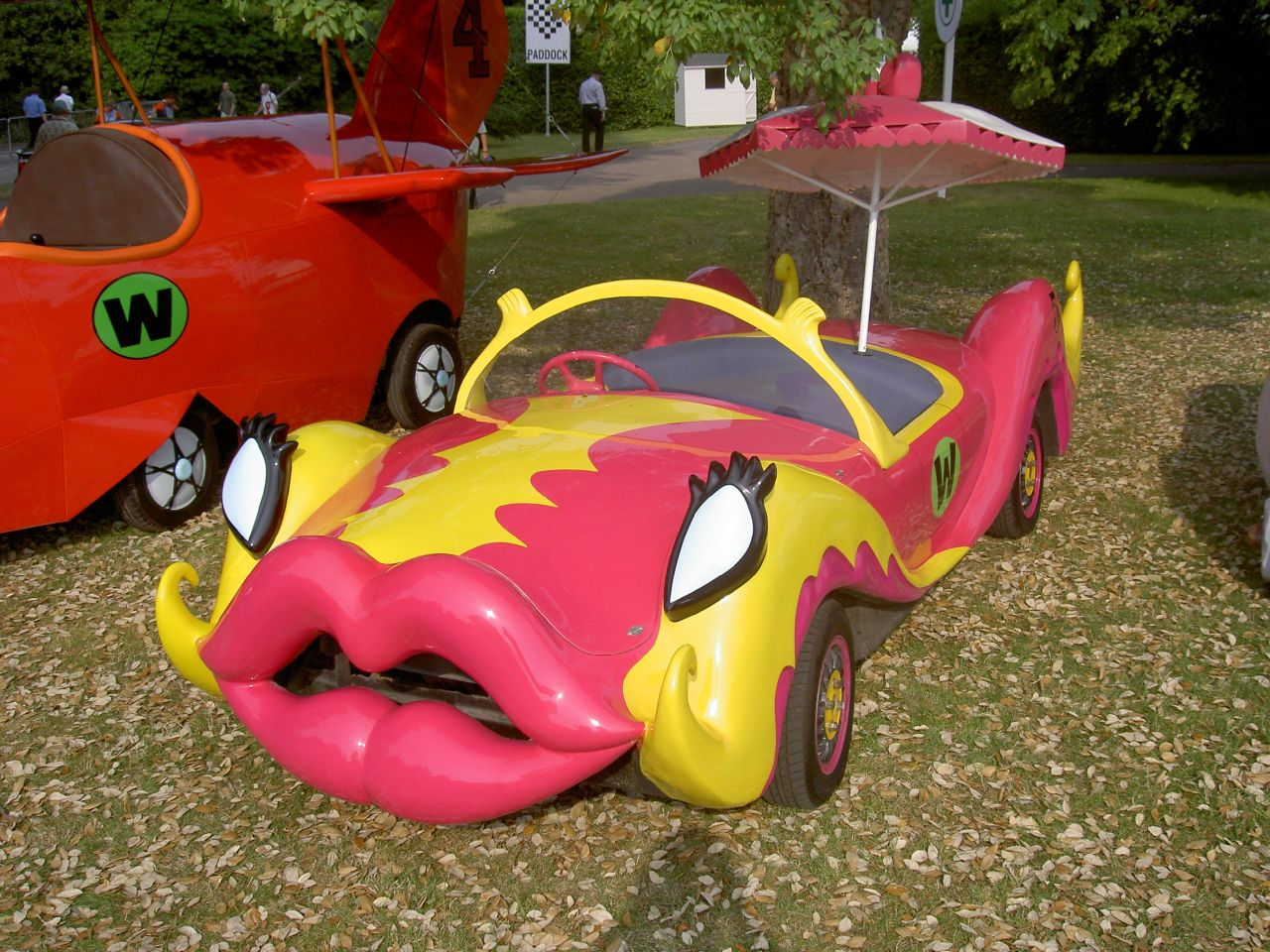
Compact Pussycat conduït per la Penèlope Potingues
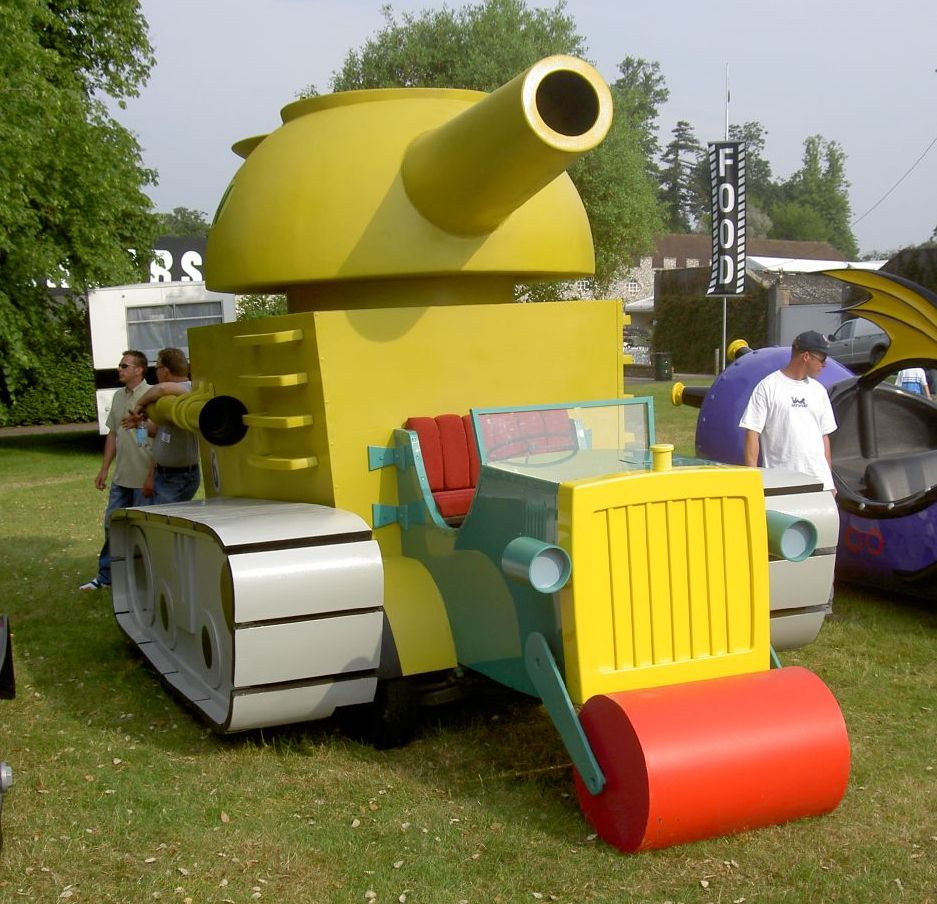
L'Army Surplus Special conduït pel Sergent Blast i el soldat Meekly
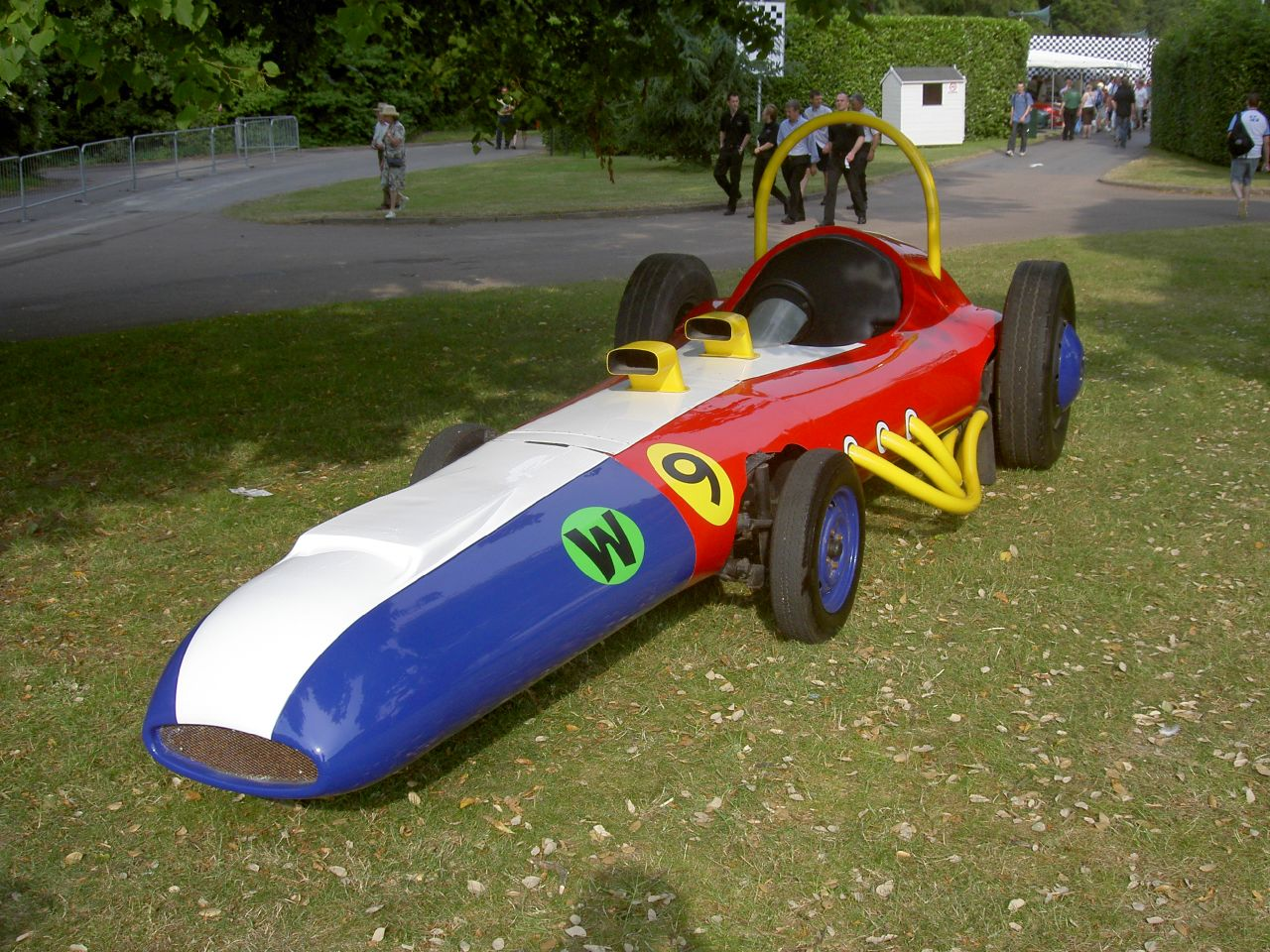
Peter Perfecte, un perfecte cavaller amb el Turbo Terrific